# Darío Grandinetti
Darío Grandinetti est un acteur argentin, né le 5 mars 1959 à Rosario (Argentine).

## Biographie
Né en 1959, cet acteur argentin a beaucoup tourné en Amérique du Sud, notamment pour Eliseo Subiela, et les cinéphiles européens l'ont découvert dans le rôle de Marco Zuloaga, l'ami de Benigno dans Parle avec elle (Hable con ella) de Pedro Almodóvar. 
En 2018, il interprète le rôle de l'avocat Claudio, rôle principal de Rojo de Benjamin Naishtat.

## Filmographie sélective
- 1984 : Darse cuenta d’Alejandro Doria - Juan
- 1985 : Esperando la carroza d'Alejandro Doria – Cacho
- 1986 : Les Longs Manteaux de Gilles Béhat – Gaitán
- 1990 : Cien veces no debo d'Alejandro Doria – Jorge
- 1992 : Le Côté obscur du cœur (El Lado oscuro del corazón) d'Eliseo Subiela – Oliverio
- 1995 : Tu ne mourras pas sans me dire où tu vas (No te mueras sin decirme adónde vas) d'Eliseo Subiela – Leopoldo
- 1996 : Despabílate amor d'Eliseo Subiela – Ernesto
- 1997 : Sus ojos se cerraron y el mundo sigue andando de Jaime Chávarri – Carlos Gardel et Renzo Franchi
- 1999 : Chiquititas (série TV), épisode #5.1 – Juan Mazza
- 2001 : Le Côté obscur du cœur 2 (El Lado oscuro del corazón 2) d'Eliseo Subiela – Oliverio
- 2002 : Parle avec elle (Hable con ella) de Pedro Almodóvar – Marco Zuluaga
- 2003 : Palabras encadenadas de Laura Mañá – Ramón
- 2004 : L'amore ritorna de Sergio Rubini
- 2014 : Les Nouveaux Sauvages (Relatos salvajes) de Damián Szifron – Salgado
- 2016 : Julieta de Pedro Almodóvar – Lorenzo
- 2016 : Le Pape François de Beda Docampo Feijóo - le pape François
- 2018 : Rojo de Benjamín Naishtat : Claudio
- 2019 - 2021 : Hierro de Jorge Coira (es) -  Antonio Díaz Martínez[1]
- 2023 : Encore une danse

## Récompenses
- Prix du meilleur acteur aux festivals de La Havane 1992 et Gramado 1993 pour son interprétation d'Oliverio dans Le Côté obscur du cœur
- Après avoir été nommé au Condor d'argent du meilleur acteur pour ses rôles dans Le Côté obscur du cœur et Despabílate amor, il l'a remporté en 1999 pour son interprétation de Carlos Gardel et Renzo Franchi dans Sus ojos se cerraron y el mundo sigue andando
- Diplôme de la Fondation Konex 2001 le désignant comme l'un des cinq meilleurs acteurs argentins des années 1990 (avec Ricardo Darín, Ulises Dumont, Federico Luppi et Miguel Ángel Solá)
- Prix du meilleur acteur à Fantasporto 2004 pour son interprétation de Ramón dans Palabras encadenadas
- Festival international du film de Saint-Sébastien 2018 : Coquille d'argent du meilleur acteur pour son interprétation de Claudio dans Rojo[2].
- 13e cérémonie du Prix Sud : Meilleur acteur pour Rojo[3]